# Alcantara (tyg)
För de två filippinska kommunerna, se Alcantara (Romblon) och Alcantara (Cebu).

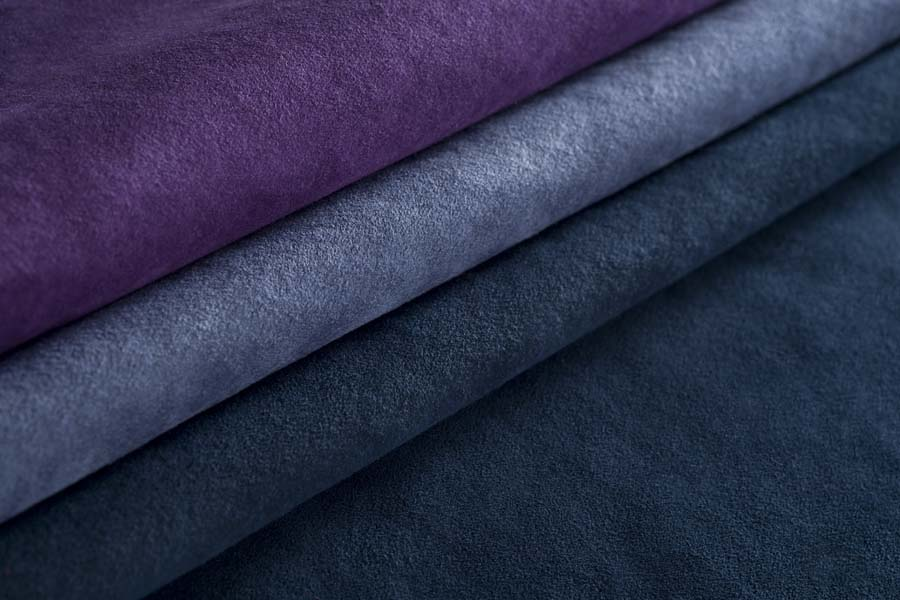
Ett urval av alcantara-tygstycken i olika färger.

Alcantara är ett mockaliknande tyg av syntetiskt fibermaterial. Det utvecklades i början av 1970-talet och producerades ursprungligen i Japan. Alcantara består av 68 % polyester och 32 % polyuretan. Tyget kan både kem- och vattentvättas.